# Cephalophyllum curtophyllum
Cephalophyllum curtophyllum är en isörtsväxtart som först beskrevs av L. Bol., och fick sitt nu gällande namn av Schwant. Cephalophyllum curtophyllum ingår i släktet Cephalophyllum och familjen isörtsväxter. Inga underarter finns listade i Catalogue of Life.